# Colymbetes pseudostriatus
Colymbetes pseudostriatus är en skalbaggsart som beskrevs av Nilsson 2002. Colymbetes pseudostriatus ingår i släktet Colymbetes och familjen dykare. Inga underarter finns listade i Catalogue of Life.